# Rosellasittich

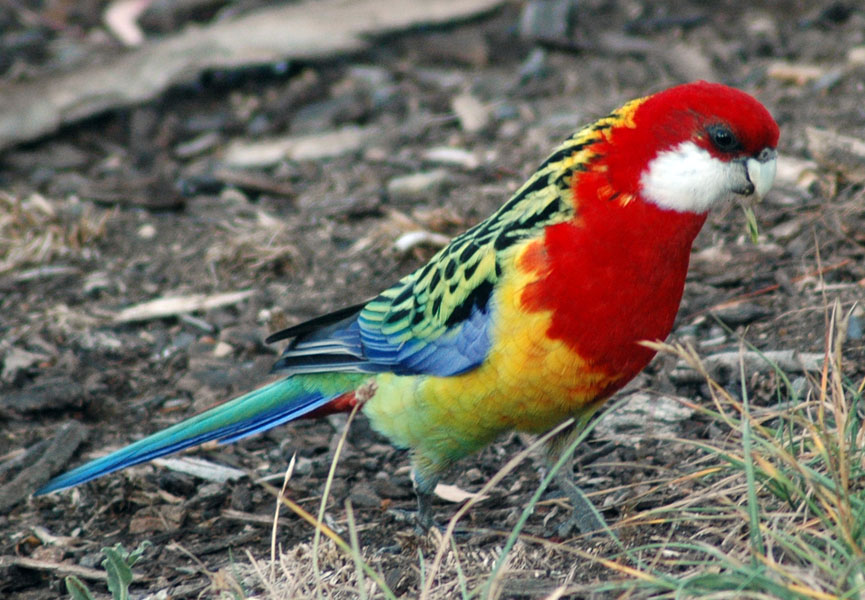
Rosellasittich

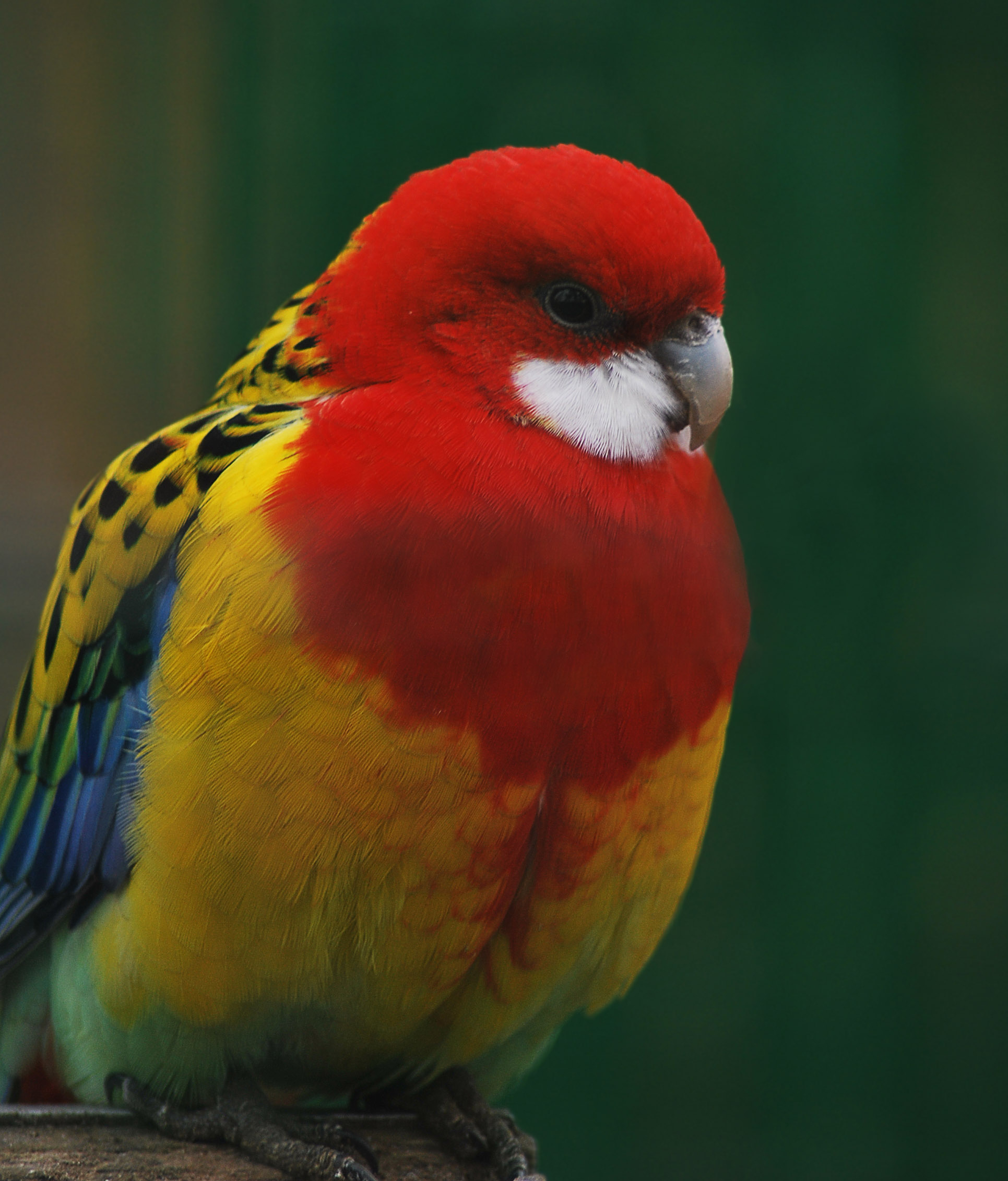
Nahaufnahme eines Rosellasittichs

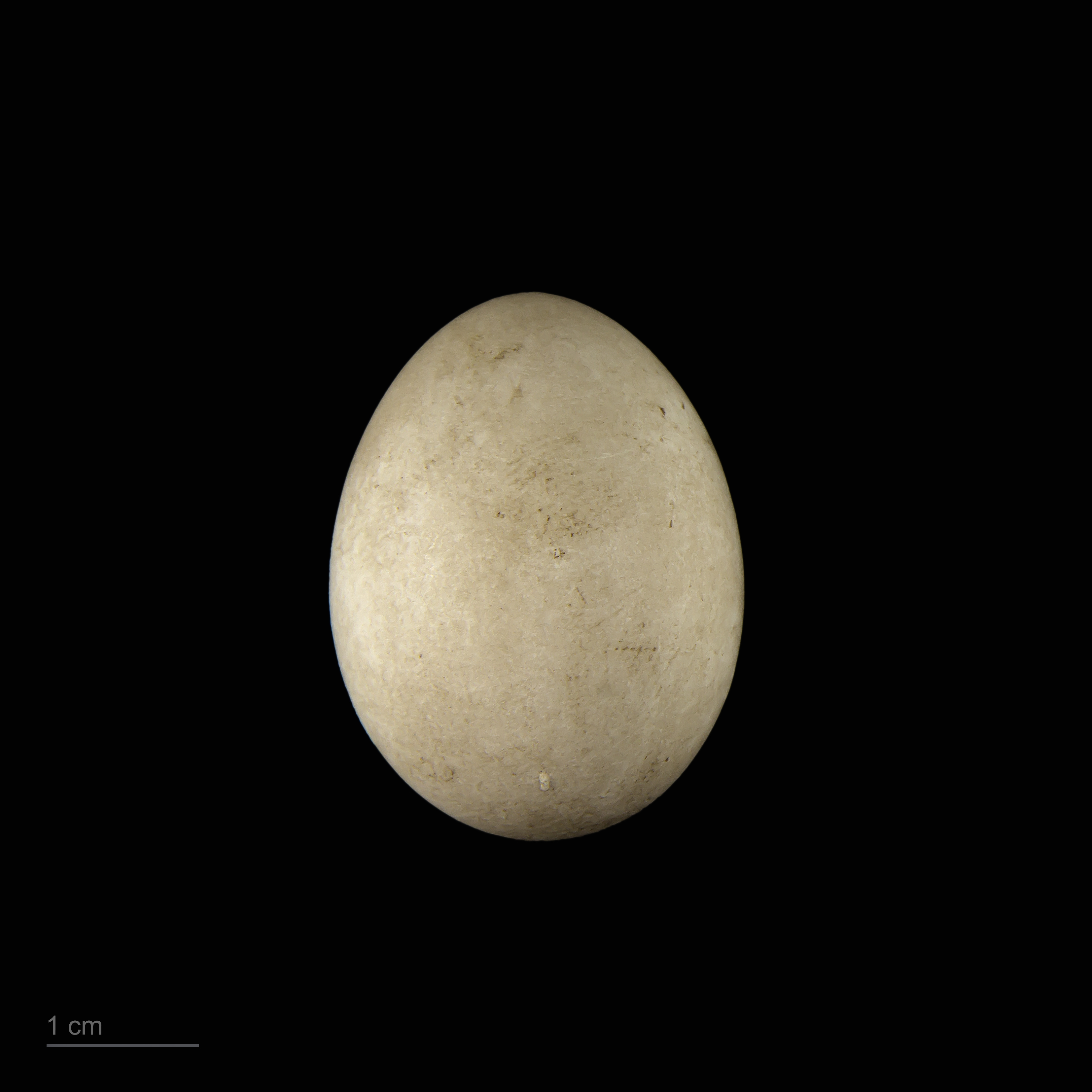
Platycercus eximius

Der Rosellasittich (Platycercus eximius), engl.  Eastern Rosella, ist eine Papageienart aus der Gattung der Plattschweifsittiche. Das natürliche Verbreitungsgebiet des Rosellasittichs ist der Südosten Australiens sowie Tasmanien. Es werden drei Unterarten unterschieden. Die Art ist außerdem in Neuseeland eingeführt und hat sich dort etabliert. Rosellasittiche sind in Australien sehr häufige Vögel.
Trotz des scheinbar sehr auffälligen Federkleides sind Rosellasittiche sehr gut getarnt. In freier Wildbahn fallen sie häufig erst auf, wenn sie unmittelbar vor dem Menschen auffliegen.

## Erscheinungsbild
Der Rosellasittich erreicht eine Körperlänge von 30 Zentimeter und wiegt zwischen 90 und 120 Gramm.
Beim Männchen sind Kopf, Hals und Oberbrust leuchtend rot, die Wangenflecken sind vom übrigen Kopfgefieder scharf abgegrenzt weiß. Die Unterbrust ist gelb und geht auf dem Bauch in ein Hellgrün über. Die Unterschwanzdecken sowie die Afterregion sind rot. Der Nacken, der Vorderrücken sowie die Schirmfedern weisen breite gelbgrüne Säume auf. Der Flügelbug sowie die äußeren mittleren Flügeldecken und die äußeren Armdecken sind blauviolett. Die Handschwingen und die Armschwingen sowie die Handdecken sind dagegen bräunlich schwarz. Hinterrücken, Bürzel und Oberschwanzdecken sind hellgrün. Die einzelnen Federn weisen einen sehr feinen dunklen Saum auf. Der Schnabel ist gräulich-hornfarben. Die Iris ist dunkelbraun.
Weibchen gleichen den Männchen, allerdings ist das Rot des Kopfes und der oberen Brust etwas blasser. Die roten Federpartien sind außerdem etwas kleiner. Jungvögel ähneln den ausgewachsenen Weibchen, allerdings ist ihre Gefiederfärbung deutlich matter. Ihr Hals und Kopf sind oft grün. Die volle Färbung wird nach ca. 1½ Jahren erreicht.
Es gibt drei Unterarten des Rosellasittichs: diemenensis (Ost-Tasmanien), eximius (Victoria und südliches New South Wales) sowie elecica (nördliches New South Wales), letzterer ist der eigentliche Prachtrosella. Die Unterarten werden jedoch auch miteinander verpaart, was sowohl in freier Wildbahn als auch in der Züchtung geschieht.

## Flug
Rosellasittiche haben auf kurzen Strecken einen wellenförmig wirkenden Flug. Auffallend sind ihre Landemanöver: Wechseln sie fliegend von einem Baum zum nächsten, gleiten sie zunächst fast bis zum Boden hinab, fächern dann kurz vor dem Boden ihre Steuerfedern auf und landen schließlich mit einer Aufwärtsbewegung auf dem Zielast. Rosellasittiche, die dagegen weitere Strecken zurücklegen, fliegen eher gradlinig und häufig in beachtlicher Höhe.

## Lebensraum und Verhalten
Der Rosellasittich nutzt als Lebensraum offene Savannen oder lichte Wälder. Dichtere Wälder dagegen werden vom Pennantsittich und Gelbbauchsittich besiedelt, zwei Arten, die zur selben Gattung wie der Rosellasittich zählen. Der Rosellasittich ist auch in Baumgruppen zu finden, die landwirtschaftlich genutzte Flächen säumen sowie in Restbeständen der Baumsavanne auf Farmland. Er hat sich auch urbanen Lebensräumen angepasst und nutzt Golfplätze sowie städtische Park- und Gartenanlagen. Rosellasittiche suchen häufig Heumieten, Lagerschuppen und Hühnerfarmen auf, um die dort verstreuten Getreidekörner aufzunehmen.
Rosellasittiche fressen überwiegend Grassamen sowie die Samen krautiger Pflanzen. Sie nehmen ihre Nahrung überwiegend auf dem Boden auf. Zum Nahrungsspektrum zählen aber auch Samen und Früchte von Sträuchern und Bäumen sowie Beeren, Nüsse, Knospen, Blätter, Stängel, Blüten und Nektar. Von großer Bedeutung für sie sind Eukalyptus- und Akazienbäume. Auch fressen sie gerne Obst, insbesondere Äpfel und Birnen, und können auf Obstplantagen beträchtliche Schäden anrichten. Tierische Nahrung bilden Insekten und deren Larven.
Rosellasittiche leben außerhalb der Paarungszeit in Gruppen oder Schwärmen. Rosellasittiche sind Höhlenbrüter, die in der Regel im Zeitraum August bis Februar nisten. Zu Beginn der Fortpflanzungszeit sind die Rufe der Männchen häufiger zu hören, wenn sie beginnen, Territorien für sich in Anspruch zu nehmen und diese gegen Rivalen zu verteidigen. Rosellasittiche sind sehr fruchtbar und können in einer Fortpflanzungsperiode mehr als zwei Bruten hochziehen. Bei einem Paar in menschlicher Obhut gehaltener Rosellasittiche kam es schon zu drei Jahresbruten, bei denen insgesamt 19 Jungvögel großgezogen wurden. Das Gelege umfasst vier bis neun Eier. Die Brutdauer beträgt 19 Tage. Es brütet nur das Weibchen.
Tonaufnahmen von Rosellasittichen:
- Ein verteidigendes, warnendes aber auch begrüßendes „Bellen“ⓘ/?
- Kontaktrufⓘ/?
- Antwort auf Kontaktrufⓘ/?
- Ruf aus Neugierdeⓘ/?
- Ruf zum Imponierenⓘ/?
- Gesangⓘ/?

## Leben in Gefangenschaft
Für die Käfighaltung ist dieser Vogel ungeeignet. Er entfaltet erst seine ganze Schönheit, wenn er in einer Voliere fliegen kann. In Australien werden wildgefärbte Rosellasittiche nur sehr selten gehalten. Dort konzentriert man sich fast ausschließlich auf die Zucht von Mutationsformen. Außerhalb Australiens wird bei der Zucht selten auf die Unterarten geachtet, so dass kaum unterartenreine Volierenvögel existieren.
In Volieren sind sie lebhafte Vögel, die sehr zahm werden können. Sie können nur paarweise gehalten werden, da sie ähnlich wie andere große Arten der Plattschweifsittiche sehr aggressiv sind. Halter empfehlen sogar, keine anderen Plattschweifarten in der Nähe der Voliere zu halten.

## Belege